# Smoke Gets in Your Eyes
Smoke Gets in Your Eyes ist ein Popsong, den der Komponist Jerome Kern und der Texter Otto Harbach 1933 für ihr Musical Roberta verfasst haben. Coverversionen des Songs entwickelten sich mehrfach (1934, 1959) zu Nummer-eins-Hits; außerdem ist der Song ein Jazzstandard.

## Entstehungsgeschichte
Die Komposition entstand aus einem Thema, das Kern für sein Musical Show Boat (1927) geschrieben hatte und dort zunächst für eine Stepptanz-Einlage zwischen zwei Szenen verwenden wollte. Harbach entdeckte die Melodie in Kerns Unterlagen und bat ihn, die kurzen, marschartigen Notenwerte zu verlängern. Kern entsprach diesem Wunsch und verfasste auch einen B-Teil, „der den harmonisch schlichten A-Teil mit Tonartwechseln konterkarierte.“ Der durchweg in Dur gehaltene Song hat die Liedform A-A'-B-A', wobei der A-Teil auf der Akkordprogression I –ii7 – V7 – I, dann I – I7(+5) (V7/IV) – IV – #iv˚7 – I beruht. Dabei entstand „eine operettenhafte Melodie mit langen Tönen auf der Eins und einer etwas feierlichen Haltung, die nach opulenter Orchestrierung ruft“. Harbach schrieb dazu einen Text, der auf dem russischen Sprichwort „Wenn dein Herz brennt, bekommst du Rauch in die Augen“ aufbaut.

## Rezeptionsgeschichte
Smoke Gets in Your Eyes wurde ursprünglich von Gertrude Niesen für das Victor-Label eingespielt; die Aufnahmesitzung war am 13. Oktober 1933. Am 18. November 1933 war die Uraufführung des Musicals auf dem Broadway, wo das Stück sehr erfolgreich war und 293 mal aufgeführt wurde. 1935 verfilmte Hollywood das Musical; im Film Roberta wurde der Song von Irene Dunne gesungen und von Fred Astaire und Ginger Rogers getanzt. Bereits 1934 kamen vier Coverversionen in die amerikanische Hitparade, wobei gleich mehrfach vordere Plätze belegt wurden:
- Paul Whiteman and His Orchestra (Gesang: Bob Lawrence, #1)
- Leo Reisman and His Orchestra (Gesang: Tamara, #3)
- Emil Coleman and His Riviera Orchestra (Gesang: Jerry Cooper, #4)
- Ruth Etting (#15)

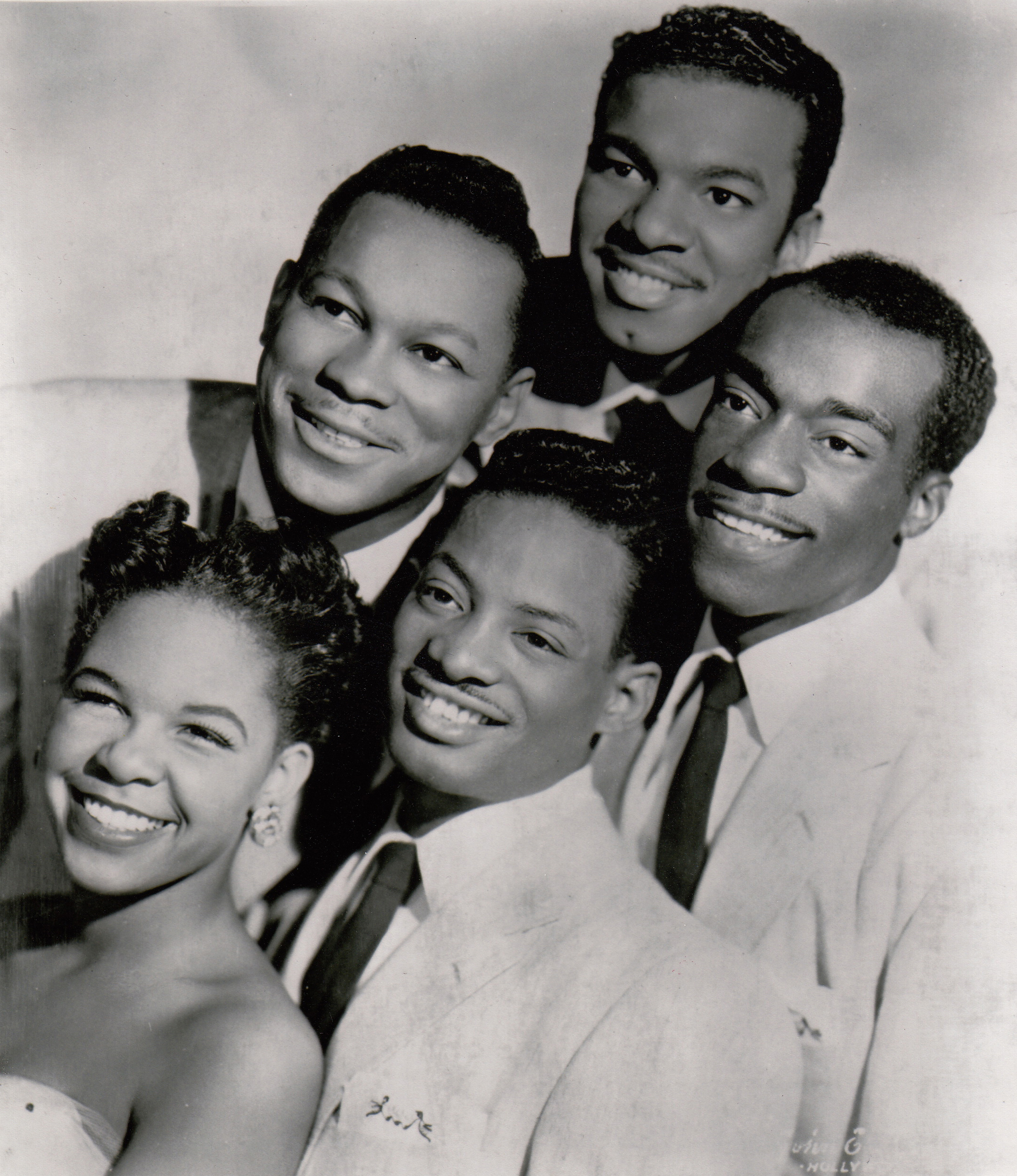
The Platters

Artie Shaw war mit seiner Version von Smoke Gets in Your Eyes, die er mit seinen Gramercy Five aufnahm, ebenfalls erfolgreich (1941, #24). Victor Young nahm den Song im selben Jahr mit Connee Boswell auf. Nat King Cole spielte den Song wiederholt seit 1946 ein. Auch die Version von Vic Damone (1956) wurde beachtet. Ray Conniff verwendete Smoke Gets in Your Eyes als seine Erkennungsmelodie. 1958 wurde der Song von der Doo-Wop-Gruppe The Platters eingespielt, die mit ihm 1959 einen Nummer-eins-Hit in den Billboard Hot 100 hatten; in den amerikanischen R&B-Charts schaffte es ihre Version von Smoke Gets In Your Eyes bis auf Platz drei. In den britischen Charts führte die Platters-Version zu Beginn des Jahres 1959 vier Wochen lang die Hitparade an.
Die britische Band Blue Haze, die von Johnny Arthey und Phil Swern gebildet wurde, erreichte 1972 mit ihrer Version Platz 42 der deutschen, 1973 Platz 27 der amerikanischen Charts. Bryan Ferry interpretierte den Song auf seinem Album Another Time, Another Place, das 1974 in den britischen Charts auf Platz 17 kam.

### Verwendung im Film
Der Song wurde mehrfach in Filmen eingesetzt:
- Roberta (1935, Irene Dunne)
- Bis die Wolken vorüberziehen (Till The Clouds Roll by) (1946, Cyd Charisse und Gower Champion)
- Männer machen Mode (Lovely to Look At) (1952, Kathryn Grayson)
- Die bitteren Tränen der Petra von Kant (1972, The Platters)
- American Graffiti (1973, The Platters)
- Good Morning, Vietnam (1987, Ray Conniff)
- Always – Der Feuerengel von Montana (1989, J. D. Souther)
- Vier Hochzeiten und ein Todesfall (1994, Nu Colours)
- Smoke (1995, Jerry García)
- Tee mit Mussolini (1999, Franco Zeffirelli)
- Hearts in Atlantis (2001, The Platters)
- (T)Raumschiff Surprise – Periode 1 (2004, The Platters)
- Three Times (2005, The Platters)
- 45 Years (2015, The Platters)

### Verwendung in Serien
- Criminal Minds (2012, The Platters)

### Verwendung als Jazzstandard
Zahlreiche Jazzmusiker haben frühzeitig den Song aufgegriffen, etwa Art Tatum, Tommy Dorsey, Benny Goodman oder Teddy Wilson. Obgleich auch Neuerer wie Thelonious Monk, Abdullah Ibrahim oder Archie Shepp den Song interpretierten, blieben „radikale Neudeutungen der schmeichelnden, aber etwas steifen Melodie die Ausnahme“. Hier ist etwa John Lewis (1959) zu nennen. Die meisten Jazzinterpretationen wählten entweder „die Möglichkeit einer quasi-gesanglichen Aneignung des Themas, wie sie Clifford Brown auf seiner Platte With Strings versuchte, oder einer sanften Ironisierung, wie sie Artie Shaw schon 1940 mit Cembalo- und Gitarrenparts vorführte.“ Auch Sängerinnen haben sich des Songs angenommen, etwa Sarah Vaughan oder Ella Fitzgerald. Eartha Kitt nahm den Song mit einer Combo um Rolf und Joachim Kühn auf.